# Ronde van Frankrijk 1934
| Route van de Ronde van Frankrijk 1934 met start en finish in Parijs. |                     |              |
| Eindklassement                                                       |                     |              |
| Algemeen klassement                                                  | Antonin Magne       | 147h 13' 58" |
| Tweede                                                               | Giuseppe Martano    | + 27' 31"    |
| Derde                                                                | Roger Lapébie       | + 52' 15"    |
| Vierde                                                               | Félicien Vervaecke  | + 57' 40"    |
| Vijfde                                                               | René Vietto         | + 59' 02"    |
| Zesde                                                                | Ambrogio Morelli    | + 1h 12' 02" |
| Zevende                                                              | Ludwig Geyer        | + 1h 12' 51" |
| Achtste                                                              | Sylvère Maes        | + 1h 22' 56" |
| Negende                                                              | Mariano Cañardo     | + 1h 29' 02" |
| Tiende                                                               | Vicente Trueba      | + 1h 40' 39" |
| Rode Lantaarn                                                        | Antonio Folco (39e) | + 7h 15' 36" |
| Bergklassement                                                       | René Vietto         | 111 punten   |
| Tweede                                                               | Vicente Trueba      | 93 punten    |
| Derde                                                                | Giuseppe Martano    | 78 punten    |
| Ploegenklassement                                                    | Frankrijk           | 443h 42' 41" |
| Tweede                                                               | Italië              | +3 h 9' 51"  |
| Derde                                                                | Zwitserland/Spanje  | +3 h 44' 24" |

In 1934 ging de 28e Tour de France van start op 3 juli in Parijs. Hij eindigde op 29 juli in Parijs. Er stonden 40 renners verdeeld over 5 nationale ploegen aan de start. Daarnaast stonden er nog 20 individuelen aan de start.
De Tour verliep zeer voorspoedig voor het Franse ploeg, die uiteindelijk 19 van de 23 ritten zou winnen. Antonin Magne, eveneens van de Franse ploeg, greep in de tweede rit de gele trui en zou die, ondanks aanvallen van de Italiaan Giuseppe Martano, tot de finish in Parijs niet meer afstaan.
René Vietto van de Franse ploeg speelde zich in de kijker. Hij was bekend als een uitstekend klimmer en zou dan ook uiteindelijk het bergklassement winnen. Toen in de 15e etappe Magne viel en hierbij zijn wiel brak, bood Vietto zijn wiel aan en wachtte vervolgens ruim 5 minuten op de materiaalwagen om zelf een nieuw wiel te krijgen. Net op dat moment kwam er een fotograaf voorbij, die een beroemde foto schoot van Vietto, huilend van ontgoocheling. Een voor Vietto minder heldhaftige versie van het verhaal stelt dat Georges Speicher zijn wiel aan Magne had gegeven, en vervolgens Vietto's wiel simpelweg opeiste. De volgende dag had Magne opnieuw materiaalpech in een afdaling. Even leek het of zijn kansen op de overwinning opnieuw waren verkeken, maar toen zag hij Vietto die was omgekeerd en de berg weer beklom om Magne opnieuw te hulp te schieten en zijn fiets aan hem af te staan.
Een nieuwigheid in deze editie van de Ronde van Frankrijk was dat de 21e etappe deel B de eerste individuele tijdrit ooit in de historie van de Tour was. Antonin Magne won deze tijdrit.
Aantal ritten: 23 

Totale afstand: 4470 km 

Gemiddelde snelheid: 30.360 km/h 

Aantal deelnemers: 60 

Aantal uitgevallen: 21 

## Belgische en Nederlandse prestaties
In totaal namen er 12 Belgen en 0 Nederlanders deel aan de Tour van 1934.

### Belgische etappezeges
- Sylvère Maes won de 23e etappe van Caen naar Parijs.

### Nederlandse etappezeges
- In 1934 waren er geen Nederlandse etappezeges.

## Etappes
- 1e Etappe Parijs - Rijsel: Georges Speicher (Fra)
- 2e Etappe Rijsel - Charleville: René Le Grevès (Fra)
- 3e Etappe Charleville - Metz: Roger Lapébie (Fra)
- 4e Etappe Metz - Belfort: Roger Lapébie (Fra)
- 5e Etappe Belfort - Evian: René Le Grevès (Fra) en Georges Speicher (Fra) (ex aequo)
- 6e Etappe Evian - Aix-les-Bains: Georges Speicher (Fra)
- 7e Etappe Aix-les-Bains - Grenoble: René Vietto (Fra)
- 8e Etappe Grenoble - Gap: Giuseppe Martano (Ita)
- 9e Etappe Gap - Digne: René Vietto (Fra)
- 10e Etappe Digne - Nice: René Le Grevès (Fra)
- 11e Etappe Nice - Cannes: René Vietto (Fra)
- 12e Etappe Cannes - Marseille: Roger Lapébie (Fra)
- 13e Etappe Marseille - Montpellier: Georges Speicher (Fra)
- 14e Etappe Montpellier - Perpignan: Roger Lapébie (Fra)
- 15e Etappe Perpignan - Ax-les-Thermes: Roger Lapébie (Fra)
- 16e Etappe Ax-les-Thermes - Luchon: Adriano Vignoli (Ita)
- 17e Etappe Luchon - Tarbes: Antonin Magne (Fra)
- 18e Etappe Tarbes - Pau: René Vietto (Fra)
- 19e Etappe Pau - Bordeaux: Ettore Meini (Ita)
- 20e Etappe Bordeaux - La Rochelle: Georges Speicher (Fra)
- 21ae Etappe La Rochelle - La Roche-sur-Yon: René Le Grevès (Fra)
- 21be* Etappe La Roche-sur-Yon - Nantes: Antonin Magne (Fra)
- 22e Etappe Nantes - Caen: Raymond Louviot (Fra)
- 23e Etappe Caen - Parijs: Sylvère Maes (Bel)

- De 21e etappe deel B van deze Ronde van Frankrijk was een individuele tijdrit over 90 kilometer. Deze tijdrit ging de boeken in als de eerste tijdrit in de historie van de Tour de France

 winnaars gele trui · 
 puntenklassement · 
 bergklassement · 
 jongerenklassement · 
 tussensprintklassement · 
 combinatieklassement · 
 ploegenklassement · 
 strijdlust · 
rode lantaarn
records · meeste deelnames · ranglijst etappewinnaars · bekende beklimmingen · valpartijen · dopinggevallen · Grand Départ · Souvenir Henri Desgrange
1903 · 
1904 · 
1905 · 
1906 · 
1907 · 
1908 · 
1909 · 
1910 · 
1911 · 
1912 · 
1913 · 
1914 ·
1915 ·
1916 ·
1917 ·
1918 · 
1919 · 
1920 · 
1921 · 
1922 · 
1923 · 
1924 · 
1925 · 
1926 · 
1927 · 
1928 · 
1929 · 
1930 · 
1931 · 
1932 · 
1933 · 
1934 · 
1935 · 
1936 · 
1937 · 
1938 · 
1939 · 
1940 ·
1941 ·
1942 ·
1943 ·
1944 ·
1945 ·
1946 ·
1947 · 
1948 · 
1949 · 
1950 · 
1951 · 
1952 · 
1953 · 
1954 · 
1955 · 
1956 · 
1957 · 
1958 · 
1959 · 
1960 · 
1961 · 
1962 · 
1963 · 
1964 · 
1965 · 
1966 · 
1967 · 
1968 · 
1969 · 
1970 · 
1971 · 
1972 · 
1973 · 
1974 · 
1975 · 
1976 · 
1977 · 
1978 · 
1979 · 
1980 · 
1981 · 
1982 · 
1983 · 
1984 · 
1985 · 
1986 · 
1987 · 
1988 · 
1989 · 
1990 · 
1991 · 
1992 · 
1993 · 
1994 · 
1995 · 
1996 · 
1997 · 
1998 · 
1999 · 
2000 · 
2001 · 
2002 · 
2003 · 
2004 · 
2005 · 
2006 · 
2007 · 
2008 · 
2009 · 
2010 · 
2011 · 
2012 · 
2013 · 
2014 · 
2015 · 
2016 · 
2017 · 
2018 · 
2019 ·
2020 · 
2021 · 
2022 · 
2023 · 
2024 · 
2025